# ヨーゼフ・フィッシュホフ
ヨーゼフ・フィッシュホフ（Joseph Fischhof 1804年4月4日 - 1857年6月28日）は、チェコ系オーストリア人のピアニスト、作曲家、ウィーン音楽院教授。

## 生涯
フィッシュホフはモラヴィアのブチョヴィツェでユダヤ人の一家に生まれた。医師を目指して勉学に励む傍ら熱心に音楽を学び、後にイグナーツ・フォン・ザイフリートの下で作曲を学ぶ。1827年に父が他界すると専門課程修了を断念し、音楽に専心するようになる。まもなくウィーンでも指折りのピアノ教師となり、1833年にウィーン音楽院のピアノ科教授に就任する。教師としてのフィッシュホフはヨハン・ゼバスティアン・バッハ、ルートヴィヒ・ヴァン・ベートーヴェン、フレデリック・ショパンの重要性を説き、あらゆる世代のピアニストに影響を与えた。自身もピアノ曲や歌曲の作曲を手掛けたが、作曲家として成功を収めることはなかった。一方で音楽関連の著作家としては多大な信望を集めており、その著作は音楽のより良い理解に大きく貢献した。またロベルト・シューマンのサークルに所属しており、1838年から1839年にかけては『新音楽時報』で身を立てようと試みている。ウィーンではクララ・シューマンとも親密な付き合いがあった。作曲家のロベルト・フィッシュホフは甥にあたる。フィッシュホフはウィーンに没した。
フィッシュホフは数多くの音楽に関する文学的作品を世に出すとともに、ルートヴィヒ・ヴァン・ベートーヴェンの楽譜や自筆譜の蒐集家でもあり、そのコレクションは伝記作家には重要な資料となった。彼の死後残されたコレクションはベルリンの出版者であったユリウス・フリートレンガーの手に渡ったが、1859年にベルリン州立図書館へと売却された。ヤーコプ・ホッチェファーによるベートーヴェンの資料の複写は一度失われていたが、フィッシュホフに贈られていたことによりその後フィッシュホフ原稿として知られるようになる。著名な門下生にはジョージ・リキテンスタインがいる。

## 著作
- Einige Gedanken über die Auffassung von Instrumentalcompositionen in Hinsicht des Zeitmaaßes, namentlich bei Beethoven’schen Werken, in: Caecilia, Band 26, Mainz 1847, S. 84–98
- Versuch einer Geschichte des Clavierbaues. Mit besonderem Hinblicke auf die Londoner Große Industrie-Ausstellung im Jahre 1851, nebst statistischen darauf bezüglichen Andeutungen etc, Wien 1853 (Digitalisat)
- Classische Studien für das Piano-Forte. Aus Meisterwerken gewählt ... von J. Fischhof, etc.